# Уссури (кинотеатр)
«Уссури» — кинотеатр во Владивостоке, памятник градостроительства и архитектуры. Построен в 1921—1927 годах. Автор проекта — инженер А. Л. Фёдоров.
Историческое здание по адресу Светланская улица, 31 является объектом культурного наследия Российской Федерации.

## История

### Дореволюционный период
В июне 1921 года в 4-м квартале Первой городской части Владивостока, на свободном от застройки участке № 15 по улице Светланской, принадлежавшем Торговому Дому «Кунст и Альберс», между универсальным магазином фирмы и домами служащих было начато строительство нового театра-иллюзиона. В постройку вкладывали средства семь коммерческих фирм и частных лиц: «Кунст и Альберс», М. Циммерман, Гай и другие. Новый театр, кроме постановки спектаклей, предназначался для показа фильмов. Предполагалось закончить строительство в 1922 году. 
Прямоугольный объём сложной формы был возведён на основе бутовых ленточных фундаментов, надземная часть — стены из полнотелого керамического кирпича, межэтажные перекрытия — железобетонные, чердачные перекрытия — по деревянным балкам, кровля двускатная на основе деревянных конструкций.  
До конца строительного сезона 1921 года была установлена «коробка» здания, однако экономические проблемы и быстро менявшаяся политическая обстановка не позволили окончить строительство. 25 октября 1922 года во Владивосток вошли войска Народно-революционной армии Дальневосточной республики. Компания пайщиков распалась и рассеялась по разным странам, а в 1923 и 1925 годах всё недвижимое имущество «Кунст и Альберс» было муниципализировано, в том числе и недостроенное здание кинотеатра. 

### Советский период
В 1927 году приморским отделением «Совкино» было принято решение открыть в городе новый образцово-показательный кинотеатр. Было решено достроить здание театра-иллюзиона на бывшем участке «Кунст и Альберс», состоявшее тогда на балансе городского отдела коммунального хозяйства (Горкомхоза). Была составлена смета строительства в 51 тысячу рублей, большую по тем временам сумму, которую «Совкино» готово было потратить при условии зачёта её за 12 лет арендной платы. Горкомхоз активно противодействовал инициативе, требуя за аренду 90 тысяч рублей. После вмешательства руководящих органов, конфликт был улажен и в марте 1927 года начались строительные работы. Руководил ими, предположительно, инженер А. Л. Фёдоров.           
О ходе строительных работ в нескольких заметках сообщала газета «Красное знамя»:  

Почти семь лет стояло на Ленинской недостроенное здание кинотеатра. Сняты теперь леса, и на фронтоне выглядывает надпись: «Уссури». Так будет называться новый кинотеатр. Его открытие предположено на 27 октября. Внутри здания сделаны потолок и пол, доделаны лестницы. Всё оштукатурено. Перемонтирована канализация… Ожидаются стулья, которые изготовляются на фабрике географического общества в Никольск-Уссурийском. Вся художественная отделка и устройство занавеса выполнено по мотивам архитектора Гавдзика.
28 октября новый кинотеатр уже готов. Вчера закончены мелкие отделочные работы. Сцена рассчитана только на кино, и поэтому спектакли и концерты устраивать в нём нельзя. Стулья и оборудование получены и установлены. Израсходовано 80 тысяч рублей. Мебель — 13 тысяч и аппаратура — 10 тысяч…

Местное отделение Совкино к 10-летию Октября сделало свой подарок — открыло новое кино «Уссури». Театр спроектирован в стиле модерн. Фасад украшен тремя барельефами, изображающими речные пейзажи, под старую бронзу. Для вестибюля, выдержанного в том же стиле, использован материал фанерного завода. С любого места экран виден полностью. Под цвет стен сделаны расписные и прозрачные окна. Вместо обыкновенных грандиозных алебастровых потолков в театре сделаны потолки из фанеры. Это даёт лёгкость, колорит и простоту художественной мысли. Установлены специальные люстры, не мешающие прохождению световых лучей на экран. Перегородка, отделяющая будку оркестра от зрителей, засыпана, для лучшего резонанса битым стеклом. Бархатные занавеси и портал украшены скромными, но изящными рисунками… Есть некоторые недостатки в строительстве. Так как доски пола сырые, то он не покрашен, плитки в фойе свободно вынимаются. Штукатурка местами пузырится.— Заметки о строительстве в газете «Красное знамя».
Таким образом, 29 октября 1927 года кинотеатр раскрыл двери для первых посетителей демонстрацией советского кинофильма «Поэт и царь» и вскоре стал самым посещаемым культурным заведением Владивостока. В 1928 году в нём впервые демонстрировались документальные фильмы режиссёра «Совкино» А. А. Литвинова «Удэге» и «По дебрям Уссурийского края», снятые при участии и под научным руководством В. К. Арсеньева.
Кинотеатр обладал одним существенным недостатком: малым фойе. Перед сеансами оно напоминало «трамвай в час пик». Проблему решили в 1932 году. Решением Владивостокского горисполкома от 25 июня 1932 года № 430 «Уссури» были переданы помещения соседнего здания (сегодня — Светланская, 31, стр. 1), примыкавшего торцом к кинотеатру: магазина Дальснабсбыта в первом этаже и нескольких квартир во втором. Выселение прежних жильцов продолжалось до конца 1934 года. Работы по оборудованию нового фойе начались в 1935 году, руководил реконструкцией инженер Петропавловский. В первом этаже фойе открылись ресторан и кафе; во втором — танцевальный зал с эстрадой, курительная комната и комната отдыха, уборные. В том же году в кинотеатре установлены звуковые аппараты и началась эра звукового кино. 
В 1940 году ресторан посчитали излишеством и вместо него открыли второй, малый, зал. В 1947 году были оборудованы новые выходы из зрительного зала прямо во двор, минуя фойе, у восточного фасада выстроены новые кассы, изменена облицовка здания. Вероятно, в этот период, здание лишилось барельефов с пейзажами и были заложены шлакоблоками окна. 3 мая 1957 года «Уссури» переоборудован в первый в крае широкоформатный кинотеатр. 
В 1986 году кинотеатр был отнесён к высшему разряду. Решением Приморского крайисполкома № 125 от 27 февраля 1987 года здание включено в список памятников местного (краевого) значения.

### Современный период
В 2007 году была проведена реконструкция здания по проекту архитектора А. С. Котлярова, в ходе которой возведена пристройка с восточной стороны. Фасад пристройки по улице Светланской был выполнен в одном стиле с историческим зданием. Произведена перепланировка северной части строения. Реконструкция вызвала нарекания как со стороны экспертов, так и со стороны горожан. Известный в Приморье краевед Нелли Мизь объясняла, что с исторической точки зрения от здания кинотеатра ничего не осталось: 

Я как краевед могу сказать, когда кинотеатр только строился, он был совершенно не такой. Потом был кинотеатр «Уссури» и тоже совершенно не такой как сейчас, это можно увидеть на старых фотографиях со старым кинотеатром. Когда его реставрировали, обещали его полностью сохранить. В итоге его полностью изменили, также как и ГУМ, и Малый ГУМ, и все остальные старые дома.— Краевед Нелли Мизь.
Специалисты сходились во мнении, что современный кинотеатр должен удовлетворять определённым требованиям и старое здание было недостаточно вместительным, однако стеклянная надстройка над главным фасадом стала неприемлемым архитектурным решением:

По моему мнению, при реконструкции кинотеатра «Уссури» задача сохранения первоначального облика здания не была в числе приоритетных, если вообще ставилась. К сожалению, зачастую при реконструкции исторических зданий все решает узкий круг людей, этакий «междусобойчик», включающий собственника здания — заказчика, нанятого им архитектора и представителей органа охраны памятников. А уж как они там между собой договорятся, «широкая публика» узнает только тогда, когда убирают строительные леса. А для «критиканов» у них один ответ: «вы ничего не понимаете, вы не архитекторы, не специалисты!».— Исследователь исторической застройки Владивостока, член ОИАК Дмитрий Анча.
Представитель собственника кинотеатра (сеть кинотеатров «Иллюзион») не согласился с мнением экспертов, утверждая, что исторический облик здания и его фасадная часть были сохранены:

Исторический фасад — не тронут, согласно положению об охране и использовании памятников истории и культуры. Что касается внутренних современных элементов, которые появились в кинотеатре, то этого нельзя было избежать. Современные условия нам продиктовали сделать надстройку на втором этаже, чего не было в прежнем кинотеатре. Что касается некоторых исторических элементов, собственники здания попытались их сохранить: сохранили лестницы, ковку, мрамор, какие-то элементы мы восстановили.— Директор кинотеатра «Уссури» Елена Дробина.
В 2017 году была проведена ещё одна реконструкция кинотеатра. В фойе здания были проведены работы по изменению исторического облика, в который добавили архитектурные элементы в стиле стимпанк. 

## Архитектура
Здание имеет прямоугольное очертание в плане, стены из кирпича под штукатурку, крыша двускатная. Парадный фасад, обращённый на улицу Светланскую, имеет классицистическую симметричную трёхчастную композицию. По оси симметрии размещены выдвинутые вперёд объёмы вестибюля и фойе, увенчанные высоким парапетом. К нему по обеим сторонам примыкают более низкие боковые крылья. Вход сделан в виде лоджии на центральной оси здания, над неё, в центре фасадной плоскости, расположена крупная ниша, очертаниями напоминающая киноэкран. Фасад расчленён лопатками, декорированными лепным орнаментом в стиле модерн, окна и двери обрамлены прямоугольными рамками.  